# Estructura y agencia
En ciencias sociales existe un debate permanente sobre la primacía de las estructuras o la agencia a la hora de moldear el comportamiento humano. Las estructuras son las pautas relativamente estables y recurrentes que influencian o limitan las elecciones y oportunidades disponibles. La agencia es la capacidad de los individuos para actuar independientemente y hacer sus elecciones propias de modo libre. El debate de estructura versus agencia puede ser entendido como un asunto de socialización en contra de autonomía a la hora de determinar si las personas actúan como agente libre o de una manera dictada por la estructura social. 
La sociología contemporánea generalmente ha apuntado hacia una reconciliación de estructura y agencia como conceptos.

## Estructura, socialización y autonomía
El debate sobre la primacía de la estructura o la agencia es un tema de fondo tanto en la teoría sociológica clásica como la contemporánea. Es una cuestión de ontología social: "¿de qué está hecho el mundo social?" "¿Qué es una causa en el mundo social y qué es un efecto?" "¿Determinan las estructuras sociales el comportamiento de los individuos o lo hace su agencia humana?"
Estructural functionalistas como Émile Durkheim ven las estructuras y jerarquías como esenciales para la existencia de la sociedad. Teóricos como Karl Marx, por contraste, enfatizan que la estructura social puede actuar en detrimento de la mayoría de las personas de una sociedad. En ambos casos, estas instancias estructurales pueden ser materiales (o "económicas") y culturales (relacionadas con normas, costumbres, tradiciones e ideologías).
Algunos teóricos proponen que nuestra existencia social es en gran parte determinada por la estructura de la sociedad. La agencia percibida por los individuos puede también mayoritariamente ser explicada por la operación de esta estructura. Los sistemas teóricos alineados con esta visión incluyen:
- Estructuralismo
- Algunas formas de funcionalismo
- Marxismo

Estas escuelas pueden ser vistas como formas de holismo, la idea de que "la totalidad es más grande que la suma de sus partes".
Por otro lado, otras corrientes acentúan la capacidad de los agentes "individuales" para construir y reconstruir sus mundos. Aquellas alineadas con esta visión incluyen:
- Individualismo metodológico
- Fenomenología social
- interaccionismo simbólico
- Etnometodología

Finalmente, una tercera opción, tomada por la mayoría de los teóricos sociales contemporáneos, intenta encontrar un punto de equilibrio entre las dos posiciones anteriores. Entienden a la estructura y agencia como fuerzas complementarias: la estructura influye el comportamiento humano, y los humanos son capaces de cambiar las estructuras sociales en las que habitan. La teoría de la estructuración es un ejemplo prominente de esta posición.
La primera aproximación (enfatizando la importancia de la estructura social) dominó en sociología clásica. Estos teóricos vieron aspectos únicos del mundo social que no podían ser explicados sencillamente por una suma de acciones individuales. Émile Durkheim creyó fuertemente que lo colectivo tiene propiedades emergentes propias, y sostuvo la necesidad de una ciencia que se dedicara a su estudio.
La segunda aproximación (individualismo metodológico), tiene también una posición bien establecida en la ciencia social. Muchos teóricos todavía siguen este curso (economistas, por ejemplo, tienden para desatender cualquier clase de holismo).
El debate central, por tanto, divide a los teóricos holistas metodológicos contra aquellos comprometidos con el individualismo metodológico. La primera idea, holismo metodológico, sostiene que los actores son socializados e insertos en instituciones y estructuras sociales que habilitan o limitan, y en general dan forma a sus disposiciones y capacidades para la acción. Esta estructura social debería ser tomada como un hecho primario y significativo. La segunda idea, individualismo metodológico, es la idea de que los actores son los elementos teóricos y ontológicos centrales en los sistemas sociales, y la estructura social es un epifenómeno, resultado y consecuencia de las acciones y actividades de interacción.

## Teóricos importantes

### Goethe (1749-1827)
"Der ganze Strudel strebt nach oben;
Du glaubst zu schieben und du wirst geschoben."

### Georg Simmel
Georg Simmel (1858–1918) fue miembro de la primera generación de sociólogos alemanes antipositivistas. Su estudio inicia los conceptos de agencia y estructura social. La mayoría de sus trabajos famosos incluyen La Metrópoli y Vida Mental y La Filosofía de Dinero.

### Norbert Elias
Norbert Elias (1897—1990) fue un sociólogo alemán cuyo trabajo se centró en la relación entre poder, comportamiento, emoción y conocimiento a lo largo del tiempo. Moldeó significativamente lo que hoy se conoce como "sociología de proceso" o "sociología figuracional."

### Talcott Parsons
Talcott Parsons (1902-1979) fue un sociólogo estadounidense y teórico principal del estructural-fucionalismo, desde los años 1930s. Su trabajo analiza la estructura social pero en términos de acción voluntaria y a través de patrones de institucionalización normativa que codifican su forma (gestalt) a un sistema-marco basado en la idea de sistemas vivientes y jerarquías cibernéticas. Para Parsons, no hay ningún problema de "estructura-agencia". Es un pseudo-problema.

### Pierre Bourdieu
Pierre Bourdieu (1930–2002) fue un teórico francés, quién presentó su teoría de la práctica entendiendo una relación dicotómica entre agencia y estructura. En su Esbozo de teoría de la práctica de 1972, presenta el concepto de habitus. 
Los conceptos clave del trabajo de Bourdieu son habitus, campo y capital. El agente es socializado en un "campo", un conjunto dinámico de posiciones y relaciones en un dominio social, donde varias formas de "capitales", como el prestigio o los recursos económicos entran en juego. Cuando el agente se adapta a su posición y relaciones en el contexto de su posición, el agente interioriza relaciones y expectativas para operar en dicho campo. Estas relaciones interiorizadas, expectativas habituales y formas de relación forman, con el tiempo, el habitus.
Bourdieu intenta reconciliar estructura y agencia, en la medida en que las estructuras externas están interiorizadas en el habitus mientras las acciones e interacciones de los agentes se amoldan a las relaciones sociales del campo. El trabajo de Bourdieu, por tanto, es una dialéctica entre "externalizar lo interno" e "interiorizar lo externo".

### Berger y Luckmann
Peter L. Berger y Thomas Luckmann en su Construcción Social de Realidad (1966) vieron las relaciones entre estructura y agencia como dialécticas. La sociedad forma los individuos, quiénes crean la sociedad, formando un bucle continuo.

### Anthony Giddens
La teoría de la estructuración, desarrollada por Anthony Giddens en trabajos como La Constitución de Sociedad (1984), presenta un intento por superar este dualismo y propone una "dualidad de estructura". La estructura social es a la vez el medio y el resultado de la acción social, mientras que agentes y estructura son entidades mutuamente constitutivas con "similar estatus ontológico" Para Giddens, la interacción de un agente con la estructura, en tanto sistema de normas, se describe como "estructuración". El término "reflexividad" suele refiere a la capacidad de un agente de conscientemente alterar su posición en la estructura social Es por ello que la globalización y la aparición de sociedades 'post-tradicionales' podría decirse que generan "una mayor reflexividad social". Las ciencias sociales y políticas son por tanto importantes, ya que el conocimiento social, en tanto forma de autoconocimiento, es potencialmente emancipatorio.

### Klaus Hurrelmann
Su acceso a la investigación sobre estructura y agencia está caracterizada por la teoría de la socialización. Uno de sus elementos centrales es la interacción a lo largo de la vida entre el individuo y su anhelo de libertad y autonomía, y, por otro lado, la sociedad con su presión de orden y estructura. Tal como declara en su Modelo de Procesamiento Productivo de Realidad (PPR), la personalidad "no se forma independientemente de la sociedad en cualquiera de sus funciones o dimensiones, sino que continuamente está siendo moldeada, en un mundo de la vida concreto e históricamente concebido".
El modelo PPR coloca al sujeto humano en un contexto social y ecológico que tiene que ser absorbido y procesado subjetivamente. El ser humano como sujeto autónomo tiene la tarea permanente de armonizar los procesos de integración social e individualización personal. Esta tarea es aprendida en pasos concretos típicos para la edad respectiva y la etapa del desarrollo conseguida ("tareas del desarrollo").

### Roberto Unger
El teórico social y filósofo Roberto Mangabeira Unger desarrolló la tesis de la capacidad negativa para entender el problema de agencia en relación con la estructura. En su trabajo en falsa necesidad — o teoría social anti-necesitaria — Unger reconoce los constreñimientos estructurales y su influencia de moldura sobre los individuos, pero al mismo tiempo encuentra que las personas son capaces de resistir, negar, o transcender su contexto. Las variedades de esta resistencia son esta capacidad negativa. A diferencia de otras teorías de estructura y agencia, la capacidad negativa no reduce el individuo a un actor sencillo que posee sólo la capacidad dual de conformidad o rebelión, sino en su capacidad de generar una variedad de actividades de autoempoderamiento.

## Desarrollos recientes
Un desarrollo reciente en el debate es la perspectiva realista/crítica encarnada por Roy Bhaskar en su Modelo Transformacional de Acción Social (MTAS), el cual más tarde fue expandido a su concepto de "ser social cuarto-planar". Una diferencia importante entre la teoría de la estructuración de Giddens es que el MTAS incluye un elemento temporal (tiempo). El MTAS ha sido más allá defendido y aplicado en otros campos de las ciencias sociales como por ejemplo en economía por Tony Lawson y en sociología por Margaret Archer. En 2005, el Journal of Management Studies debatió los méritos del realismo crítico.
Con un enfoque desde la Psicología Crítica, el psicólogo danés Ole Dreier, propone en su libro Psicoterapia en la vida diaria que podemos conceptualizar a las personas como participantes en prácticas sociales (que constituyen estructuras sociales) y pueden reproducir o cambiar tales prácticas sociales. Esto indica que ni los participantes, ni las prácticas sociales pueden ser entendidas miradas por separado, ya que las prácticas y las estructuras son cocreadas por participantes, y estos sólo pueden ser considerados de tal modo en tanto participan en una práctica social.
El debate agencia/estructura continúa desarollándose, con contribuciones como la aproximación morfogenética de Margaret Archer.